# باشگاه فوتبال ژاشتیک
باشگاه فوتبال ژاشتیک یک باشگاه فوتبال در قره‌سو، قرقیزستان است.
این باشگاه در سال ۱۹۹۳ تأسیس شده و در لیگ برتر فوتبال قرقیزستان شرکت می کند. این تیم در لیگ قهرمانان آسیا ۰۳–۲۰۰۲ شرکت کرده است.